# Christian Hansen
Pour l’article homonyme, voir Hansen.
Christian Hansen (10 avril 1885 à Schleswig – 7 août 1972 à Garmisch-Partenkirchen) est un General der Artillerie allemand qui a servi au sein de la Wehrmacht dans la Heer pendant la Seconde Guerre mondiale.
Il a été récipiendaire de la croix de chevalier de la Croix de fer. Cette décoration est attribuée pour récompenser un acte d'une extrême bravoure sur le champ de bataille ou un commandement militaire avec succès.

## Biographie
Hansen rejoint le 1er mars 1903 le 9e régiment d'artillerie à pied (de) à Coblence en tant que porte-drapeau et y devient lieutenant le 18 août 1904. À partir du 1er octobre 1906, il est affecté pour deux ans à l'Académie technique militaire de Berlin-Charlottenbourg et suit en septembre 1907 un stage à l'école d'artillerie à pied de Niederzwehren.
Christian Hansen se retire de la Wehrmacht le 31 décembre 1944, pour cause de maladie. Il meurt en 1972.

## Décorations
- Croix de fer (1914)
  - 2e Classe
  - 1re Classe
- Étoile de Gallipoli
- Croix de chevalier de l'Ordre Royal de Hohenzollern avec Glaives
- Croix d'honneur
- Agrafe de la Croix de fer (1939)
  - 2e Classe
  - 1re Classe
- Croix allemande en Or (2 avril 1943)
- Croix de chevalier de la Croix de fer
  - Croix de chevalier le 3 août 1941 en tant que General der Artillerie et commandant du X. Armeekorps[1]